# Sand (Balthazar)
Sand is het vijfde studioalbum van de Belgische band Balthazar. Het album werd door de Belgische platenmaatschappij Pias uitgebracht op 29 januari 2021, twee jaar na voorganger Fever. Sand werd door critici vergeleken met het werk van Tame Impala, en werd beschreven als een soort donkere discomuziek gemaakt met gitaren.  De band stelde hun plaat voor in twee uitverkochte Lotto Arena's. Daarnaast gaven ze ook een select aantal optredens in o.a. Frankrijk, Spanje en Portugal.  
Van het album werden vijf nummers uitgebracht op single. In 2021 maakte de Duitse dj Purple Disco Machine een remix van het nummer Losers.

## Artwork
De hoesfoto van Sand toont een kunstwerk van de Nederlandse beeldhouwer Margriet van Breevoort. Zij noemt het een Homunculus Loxodontus, een zittende olifant. Oorspronkelijk gemaakt in opdracht van een medisch centrum, maar een internethit dankzij de Russen. Volgens Balthazar is dit een verwijzing naar het ongemakkelijke gevoel die mensen hebben in een wachtkamer.
De albumhoes leverde de band een MIA-nominatie op voor Beste artwork. Ook werd de band genomineerd in de categorie Beste album. Hiermee verlengden ze hun record van meest genomineerde albums.  
Het album piekte drie weken op 1 in de Ultratop 200 Albums. 

## Tracklist
Alle nummers werden geschreven door bandleden Maarten Devoldere en Jinte Deprez. 
1. Moment
2. Losers
3. On a Roll
4. I Want You
5. You Won't Come Around
6. Linger On
7. Hourglass
8. Passing Through
9. Leaving Antwerp
10. Halfway
11. Powerless